# Riatas
Riatas es una localidad perteneciente al municipio de Sotalbo, en la provincia de Ávila, comunidad autónoma de Castilla y León, España. En 2022 contaba con 19 habitantes.